# 即非如一
即非如一（そくひ にょいつ、万暦44年5月14日（1616年6月27日）- 寛文11年5月20日（1671年6月26日））は、江戸時代前期中国の明から渡来した臨済宗黄檗派（黄檗宗）の僧。俗姓は林氏。字は即非。福建省福州府福清県の出身。

## 生涯
父は林英、母は万氏。林氏は南宋の中書舎人の林希逸の末裔を名乗っていた。
父を早くに失い、18歳の時に龍山寺の西来の許で出家し、費隠通容が黄檗山に晋住したため十戒を受けて沙弥となった。1637年中国福州黄檗山萬福寺の隠元隆琦に師事して菩薩戒を受戒した。この頃、山火事を消火しているうちに穴に落ち、救出されたときに大悟したという。1651年、隠元の法を継いで雪峰の崇聖寺に移った。この頃化林性偀が弟子となっている。
1657年隠元に招かれて来日し、長崎崇福寺に住して伽藍を整備し、その中興開山となった。1663年山城国宇治の萬福寺に移り、法兄の木庵性瑫とともに萬福寺首座となった。最初の黄檗三壇戒では教授阿闍黎の任を務めた。1664年帰国の途中、豊前国小倉藩主小笠原忠真らに招かれ、1665年福聚寺を創建してその開山となった。その後、崇福寺に隠居してそこで没した。享年56。
能書家とし知られ、隠元隆琦、木庵性瑫とともに黄檗の三筆と称される。詩を善くし、禅味のある観音・羅漢・蘭竹を画いたが、これは日本の文人画のさきがけとされる。
寿ぎに松を図案化する最も早い作品は、如一が寛文6年（1666年）に小笠原長真の二十歳の祝賀に送った「松下鶴鹿図」（福聚寺所蔵）とされる。